# American Wrestling Association
American Wrestling Association (AWA) ist der Name einer ehemaligen US-amerikanischen Wrestling-Promotion, die in Minneapolis, Minnesota beheimatet war. Promoter waren Verne Gagne und Wally Karbo.
Seit 1996 wurden von Dale Gagne global Veranstaltungen unter dem Banner der ehemaligen Promotion abgehalten. Im Oktober 2008 musste die Federation aufgrund eines Rechtsstreits um die Namensrechte in „Wrestling Superstars Live“ umbenannt werden.

## Geschichte
Die Geschichte der AWA beginnt ca. 1919 in Boston, Massachusetts als dort von George Tuohey die Promotion American Wrestling Association gegründet wurde. Bereits 1922 erwarb Paul Bowser die AWA und dehnte deren Einflussbereich über die gesamte Ostküste aus.

### Die AWA World Heavyweight Championship
Die AWA schuf sich am 21. Februar 1928 ihre eigene World Heavyweight Wrestling Championship, als Ed „Strangler“ Lewis in St. Louis, Missouri seinen Kontrahenten Joe Stecher besiegen und den heute als Independent World Heavyweight Wrestling Championship bezeichneten Wrestling-Titel erringen konnte.
Doch bereits am 29. April 1929 musste Lewis in Boston, Massachusetts den Titel an Gus Sonnenberg abgeben, der den Titel in die National Wrestling Association überführte und die daraus ihre eigene World Heavyweight Wrestling Championship kreierte.

### Die AWA als Affiliate der National Wrestling Association
Am 27. Juni 1935 wurde die AWA in die National Wrestling Association eingegliedert, der sie bis zum 27. November 1949 angehörte. Bereits am 30. Juli 1935 wurden beide Titel vereint, als NWA-Champion Danno O’Mahoney in Boston, Massachusetts den AWA-Titel erringen durfte.
Die AWA World Heavyweight Wrestling Championship wurde am 29. Dezember 1937 reaktiviert und als regionaler Titel fortgeführt, in dem man Lou Thesz in St. Louis, Missouri von seinen Kontrahenten Everette Marshal den NWA-Titel erringen ließ.
Im Februar 1938 dehnte sich der Einflussbereich der National Wrestling Association ins benachbarte Kanada aus, als sich der Veranstalter Eddie Quinn mit seiner Montreal Athletic Commission (MAC) der AWA anschloss.
Der Wrestler Don Eagle errang am 31. August 1950 in Columbus, Ohio als letzter die AWA World Heavyweight Wrestling Championship. Die Championship wurde nun im November 1952 für vakant erklärt und durch den AWA Eastern Heavyweight Title, dieser bestand zwischen dem 2. Dezember 1952 bis 3. Februar 1953, und die AWA World Heavyweight Wrestling Championship – Ohio version ersetzt. Letztere wurde vom 27. Juni 1945 bis 9. April 1953 ausgetragen.
Im Anschluss daran wurde die vakante AWA World Heavyweight Wrestling Championship neben den lokalen Varianten eingestellt und mit der NWA World Heavyweight Wrestling Championship vereinigt.

### Die AWA als Affiliate der National Wrestling Alliance
Am 27. November 1949 erfolgte der Beitritt der AWA zur National Wrestling Alliance, nachdem die National Wrestling Association in dieser aufgegangen war. Paul Bowser wurde der NWA-Vertreter für das Territorium New England und führte nun die Promotion unter dem Banner von NWA American Wrestling Association.
Der Promoter Tony Stecher, der seit 1933 in Minnesota die Promotion Minneapolis Boxing & Wrestling Club führte, war im Juli 1948 ein Gründungsmitglied der National Wrestling Alliance. Auf dem September-Treffen 1948 wurde Stecher der Bundesstaat Minnesota (NWA Territory of Minnesota) übertragen und er führte in Minneapolis das sogenannte National Wrestling Alliance Minneapolis Office.

### Der Aufstieg der AWA zur eigenständigen Promotion
Der Bruch mit der National Wrestling Alliance erfolgte 1957, als Paul Bowser seine Promotion unter dem Namen Atlantic Athletic Commission selbständig machte. Etwas später, am 15. Juli 1957, verließ auch NWA-Mitbegründer Max Clayton die NWA, schloss das NWA-Büro Omaha und das Territorium Nebraska war wieder unabhängig.
Die in Chicago tätigen Promotoren Ray Fabiani und Leonard Schwartz übernahmen den Namen NWA American Wrestling Association kurzfristig für das Territorium Chicago.
Am 9. August 1958 besiegte Verne Gagne in Omaha, Nebraska den damaligen NWA-Champion Edouard Carpentier. Ihm wurde jedoch der Titel wieder aberkannt, da dieser von Eddie Quinn dem Wrestler Killer Kowalski versprochen wurde. Verne Gagne versuchte nun fast zwei Jahre lang, den Titel zugesprochen zu bekommen.
Im Januar 1960 zog sich Tony Stechers Sohn Dennis aus der NWA zurück und die Wrestler Wally Karbo und Verne Gagne kauften sich in den Minneapolis Boxing & Wrestling Club ein.
Dennis Stecher, Wally Karbo und Verne Gagne waren nun gleichberechtigte Veranstalter in diesem NWA-Affiliate. Diese drei reaktivierten bereits im Februar 1959 die 1953 eingestellte AWA World Heavyweight Wrestling Championship, in dem man Pat O’Connor zum ersten AWA-Champion erklärte.
O’Connor war seit dem 9. Januar 1959 NWA-Champion und damit leitete man den reaktivierten AWA-Titel vom bestehenden NWA-Titel ab. Verne Gagne und Wally Karbo gaben O’Connor nun ein 90-tägiges Ultimatum, den Titel an Gagne zu übergeben, in dem er ein von der AWA gefordertes Match verlor. Doch ließ das NWA World Heavyweight Championship Committee, das über die Titelwechsel entschied, dieses Ultimatum unbeantwortet verstreichen.
Infolgedessen schlossen Karbo und Verne, nach Ablauf ihres Ultimatums, im Mai 1960 das NWA Minneapolis Office und damit war der Austritt des Minneapolis Boxing & Wrestling Club aus der NWA rechtlich vollzogen.
Am 16. August 1960 wurde Gagne nachträglich zum AWA World Heavyweight Wrestling Champion erklärt, nachdem sich Pat O’Connor weigerte, den NWA-Titel und damit die originale AWA-Championship an diesen zu verlieren.

### Die AWA als Dachverband der Independent-Szene
Unter Gagne wurde der Minneapolis Boxing & Wrestling Club nun unter dem Namen American Wrestling Association bei der State Athletic Commission of Minnesota als Promotion angemeldet.
In kurzer Zeit wurde sie eine der größten Wrestling-Promotionen der USA und stieg zum ernsthaften Konkurrenten der NWA auf, da die AWA gleich mit der Show AWA All-Star Wrestling über ein festes TV-Format in Minnesota verfügte. Dieses TV-Format sollte bis 1991 laufen und wurde später landesweit um die Formate AWA Championship Wrestling und AWA Major League Wrestling erweitert; letzteres TV-Format wurde für das benachbarte Kanada produziert.
Bereits in der Anfangszeit der AWA schlossen sich zahlreiche Veranstalter der Independent-Szene an. So trat unter anderem am 17. Juli 1960 die Atlantic Athletic Commission der erneuerten AWA bei und damit galt Gagnes AWA auch in der Öffentlichkeit als legitime Nachfolge-Promotion der Original-AWA. Verne Gagne gelang es auch, das ehemalige NWA-Territorium Nebraska zu übernehmen.

### Die AWA als globale Alternative zur NWA und WWF
Verne Gagne trug seit dem 16. August 1960 und für die Dauer von 22 Jahren, durch kurze Titelverluste unterbrochen, die AWA World Heavyweight Championship. Diese sollte sich zwischen den 1960er- und 1980er-Jahren zu einem der wichtigsten Wrestling-Titel entwickeln.
So ließ er die AWA World Heavyweight Championship nicht nur in den USA, sondern auch in Spanien und Japan austragen.
Mitte der 1980er-Jahre aber machten sich Gagnes Alter und seine konservative Haltung dem Sport gegenüber bemerkbar. Dadurch wanderten Fans und Superstars scharenweise zu den interessanteren Konkurrenten NWA und WWF ab.
Bekannte Namen darunter waren die Road Warriors, Stan Hansen, Rick Martel, Jesse Ventura, Mean Gene Okerlund und Bobby „the Brain“ Heenan. Als besonderer Wendepunkt gilt hierbei, dass Gagne sich trotz der enormen Popularität des jungen Hulk Hogan weigerte, Hogan den World Heavyweight-Titel gewinnen zu lassen. Dieser schloss sich nach einer erfolglosen Fehde mit AWA World Heavyweight Champion Nick Bockwinkel letztlich im Dezember 1983 wieder der WWF an. Hulk Hogan und der Personenkult um ihn („Hulkamania“) entwickelten sich dort zur treibenden Kraft der nationalen sowie der internationalen Popularisierung der WWF.
Um einem Abwandern der Fans zur übermächtigen WWF entgegenwirken zu können, gründete die American Wrestling Association 1984 mit zahlreichen Affiliates der NWA die neue Promotion Pro-Wrestling USA. Durch die Zusammenarbeit der in verschiedenen Territorien beheimateten Ligen sollte der WWF auf nationaler Ebene der Kampf angesagt werden. Diese Promotion begann zwar erfolgreich, entwickelte sich aber in der weiteren Folge zu einem finanziellen Misserfolg, die im Mai 1990 geschlossen wurde.
1985 startete die AWA auf dem Sender ESPN eine landesweit empfangbare Fernsehsendung, die erst unter dem Namen „Pro Wrestling USA“, schon bald aber als „AWA Championship Wrestling“ gesendet wurde. Dies eröffnete der AWA ein größeres Publikum, da die seit 1960 produzierte Sendung
AWA All-Star Wrestling in Syndikation lief, also von regionalen Sendern in Lizenz eingekauft und ausgestrahlt wurde und daher nicht flächendeckend zu empfangen war. Der Vertrag mit ESPN wurde jedoch 1990 nicht mehr verlängert.
Trotz der gegenüber WWF und NWA geringer werdenden Bedeutung konnte die AWA noch einige zukünftige Stars aufbauen. Erwähnenswert ist hierbei besonders Curt Hennig, der seine Karriere 1982 in der Promotion begonnen hatte und nach einer Regentschaft als AWA World Tag Team Champion zusammen mit Scott Hall 1987 sogar die AWA World Heavyweight Championship von Nick Bockwinkel gewann und als neuer Topstar der Promotion aufgebaut wurde. Des Weiteren erhielten die „Midnight Rockers“ Shawn Michaels und Marty Jannetty ihren ersten großen Push und durften je zweimal die AWA Southern- sowie die AWA World Tag Team Titel erringen. Trotz dieser Erfolge verließen auch Hennig, Michaels und Jannetty die AWA 1988 in Richtung WWF. Scott Hall wechselte 1989 zur NWA.
1989 schloss sich die AWA, als das Ende von Pro-Wrestling USA bereits absehbar war, mit der CWA und zahlreichen Independent-Promotionen zur USWA zusammen.
Bereits 1990 löste sich die AWA wieder von der USWA und wurde im Dezember aus finanziellen Gründen inaktiv. Die unter AWA-Vertrag stehenden Wrestler wurden von der World Wrestling Federation übernommen, sofern diese nicht darauf bestanden, Independent oder in der National Wrestling Alliance anzutreten.
1991 erklärte Verne Gagne die Promotion American Wrestling Association für bankrott und die Promotion wurde nun offiziell geschlossen, nachdem er auf sämtliche Rechte auf vorhandenes Film-Material zugunsten der WWF verzichtet hatte, um einen Teil seiner Schulden zu begleichen.

## Großveranstaltungen
Eine weitere Maßnahme gegen die aufstrebende WWF und deren Erfolg mit der ersten Wrestlemania waren eigene Großveranstaltungen ähnlicher Machart, im Englischen „Supercard“ genannt. Die erste und größte dieser AWA-Veranstaltungen war der Superclash am 28. September 1985. Rund 21.000 Zuschauer verfolgten live im Comiskey Park in Chicago, Illinois das Spektakel mit AWA- und NWA-Stars. Obwohl diese Veranstaltung eigentlich ein Ergebnis der „Pro-Wrestling USA“-Kooperation war, fand sie doch unter dem AWA-Banner statt.
Noch größer war die stark umworbene Veranstaltung „WrestleRock 86“ am 20. April 1986. Ca. 23.000 Fans besuchten die Veranstaltung im Hubert H. Humphrey Metrodome in Minneapolis, Minnesota, der Hochburg der AWA; es sollte die letzte Veranstaltung der Promotion in einem großen Stadion sein. Als besondere Werbemaßnahme war zuvor ein Rap-Musikvideo aufgenommen worden, in dem die AWA-Wrestler und Verne Gagne persönlich rappten. Die eigentliche Show war hochkarätig besetzt, und Gagne selbst stieg noch einmal für ein Käfigmatch gegen Sheik Adnan El Kassey in den Ring. Im Anschluss an die Veranstaltung trat Country-Musiker Waylon Jennings auf.
Am 28. April 1986 richteten die AWA und die NWA in East Rutherford, New Jersey, ein gemeinsames Turnier aus, das den Namen Rage In A Gage trug.
Am 2. Mai 1987 wurde im Cow Palace in Daly City, Kalifornien der „Superclash II“ veranstaltet. Die allein von der AWA veranstaltete Show zog mit 2800 Zuschauern erheblich weniger Besucher an als die vorige.
Am 13. Dezember 1988 fand der Superclash III im UIC Pavilion in Chicago statt. Bei dieser Veranstaltung waren auch die World Class Wrestling Association aus Texas sowie die Championship Wrestling Association aus Tennessee beteiligt. Superclash III war außerdem die einzige AWA-Veranstaltung, die jemals über Pay-per-View übertragen wurde, deren Empfang im TV also kostenpflichtig war. Sowohl die Zahl der anwesenden Zuschauer in der Arena (1500) sowie die Verkaufszahlen der PPV-Übertragung waren sehr gering.
Der vierte und letzte Superclash ereignete sich dann am 8. April 1990. Vor den 2000 Besuchern im Civic Center in St. Paul, Minnesota, also mitten im angestammten AWA-Territorium wurde Larry Zbyszko in einem Match gegen Mr. Saito um den vakanten AWA World Heavyweight Championtitel der letzte Titelträger der Promotion.

## Video- und Filmrechte
Die Rechte am Film- und Videomaterial von Verne Gagnes AWA gehörten seit längerem dem Veranstalter von World Wrestling Entertainment, Vince McMahon, der sich die Rechte sicherte, als er die AWA-Wrestler von Verne Gagne übernahm. Dieser gab im Jahr 2006 eine DVD mit dem Titel The Spectacular Legacy of AWA heraus. In einer zweistündigen Dokumentation kommen Verne und Greg Gagne, Funktionäre und Kommentatoren wie Al DeRusha, Eric Bischoff und Gene Okerlund aber auch Wrestler wie Hulk Hogan, Baron Von Raschke und James Brunzell zu Wort.

## Sonstiges
In seinem Bestreben, der WWF in jeder Hinsicht Paroli zu bieten forcierte Verne Gagne nicht nur eine nationale TV-Präsenz und Großveranstaltungen, er arrangierte auch eine Serie von AWA-Spielzeug. Die Figuren wurden von der Firma Remco hergestellt und haben heutzutage aufgrund ihrer Seltenheit einen äußerst hohen Sammlerwert. Remco produzierte von 1985 bis 1986 AWA-Actionfiguren, einen Ring, einen Käfig sowie „Thumbsters“ (kleine Wrestlingfiguren, die man sich über den Daumen zieht). Ein Kuriosum sind dabei die Actionfigur sowie der Thumbster von Ric Flair, da dieser zuletzt 1974, also 11 Jahre vor Erscheinen der Spielzeuge für die AWA angetreten war.

## Organisationsstruktur und Territorialprinzip
Die AWA-Organisationsstruktur glich im Wesentlichen jener, wie sie in der National Wrestling Alliance vorherrschte. Zudem baute AWA auf einem NWA-ähnlichen Territorialprinzip auf, indem sie gleich der NWA in bestimmten Regionen AWA-Büros einrichtete, die als Anlaufsteller interessierter Wrestler für deren Booking dienten.

### Territorien

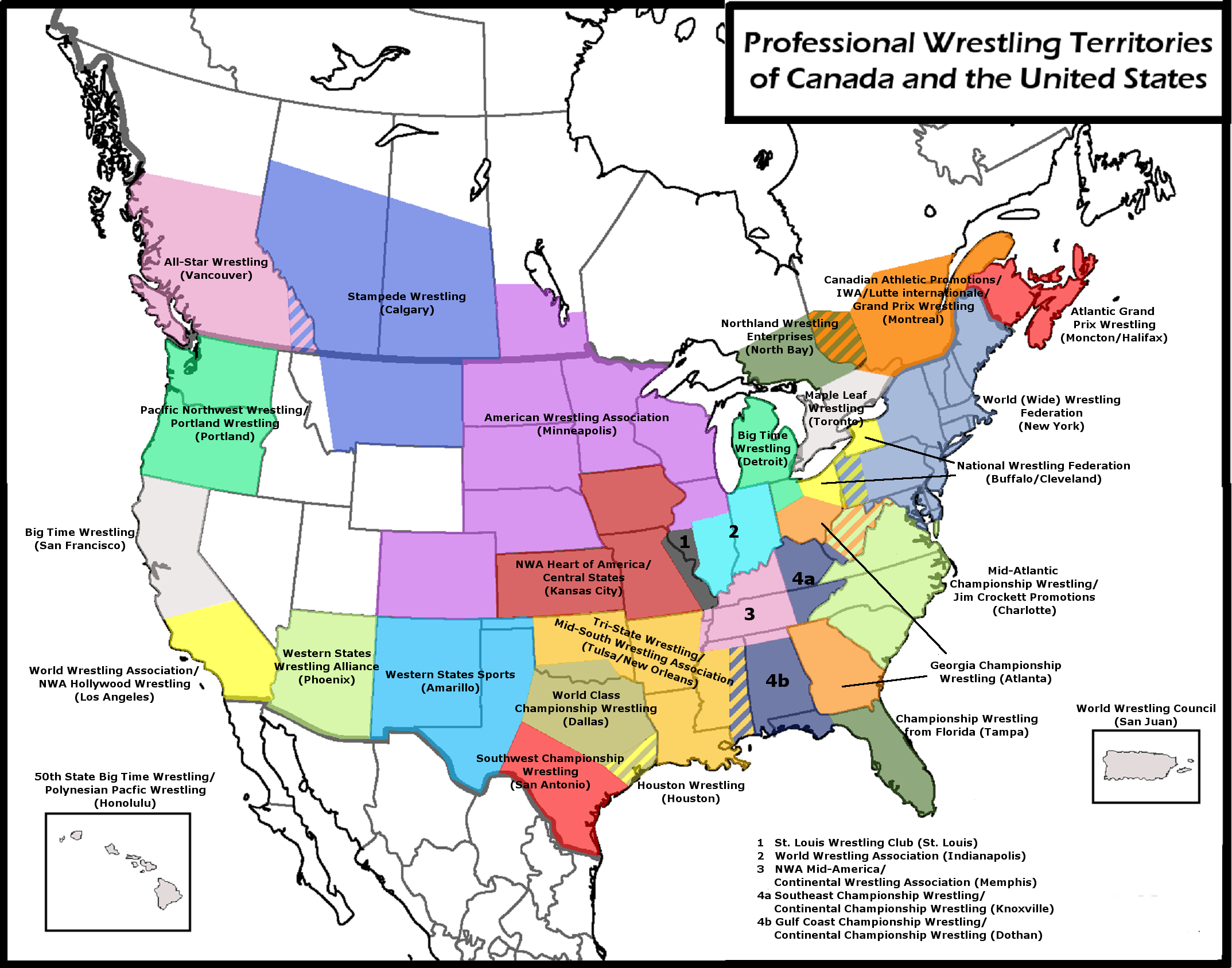
Traditionelles Territorialsystem der NWA

Die AWA bildete ursprünglich einen integralen Teil der Territorialstruktur der National Wrestling Association. Die damals von dieser zugestandenen Territorien wurden auch beim Beitritt zur National Wrestling Alliance beibehalten.
| Vereinigte Staaten | Kanada       |
| ------------------ | ------------ |
| Minnesota          | Süd-Manitoba |
| Wisconsin          |              |
| Nord-Iowa          |              |
| North Dakota       |              |
| South Dakota       |              |
| Nebraska           |              |
| Colorado           |              |
| Georgia            |              |

Georgia gehörte nur 1972–1974 der AWA an, als sich Mid-South Sports, Inc. von der NWA trennte und im Rahmen der AWA die Sektion AWA Georgia bildete.